# Colonia del Sacramento
Colonia del Sacramento (znane także jako Colonia, port. Colônia do Sacramento) − miasto w południowym Urugwaju, położone około 175 km na zachód od stolicy kraju Montevideo, nad Rio de la Plata. Współrzędne geograficzne: 34°29′S 57°50′W/-34,483333 -57,833333. Ludność: 21,7 tys. mieszk. (2004). Ośrodek administracyjny departamentu Colonia.
Miasto wraz ze znajdującą się w nim twierdzą zostało założone w 1680 przez Portugalczyków. Wkrótce potem stało się przedmiotem sporu z hiszpańskim osadnikami, którzy na przeciwległym brzegu założyli miasto Buenos Aires. W 1735 Colonia została zaatakowana i zdobyta przez Hiszpanów, którzy jednak 2 lata później pod naciskiem Wielkiej Brytanii zostali zmuszeni do oddania miasta Portugalczykom. W 1776 twierdza wraz z innymi terenami Urugwaju i południowej Brazylii została ponownie zajęta przez Hiszpanię, co usankcjonował rozejm w San Ildefonso (1777), w którym Portugalczycy zrzekli się zajmowanych terenów Urugwaju (Banda Oriental).
W 1816 miasto trafiło, podobnie jak cały Urugwaj, we władanie Brazylijczyków. Ostatecznie znalazło się w 1828 jednak w granicach niepodległego Urugwaju.
Miasto zachowało swoje historyczne centrum wraz z siatką ulic, która dostosowała się do układu terenu. Centrum historyczne, zbudowane przez Portugalczyków, a później rozbudowane przez Hiszpanów, zostało wpisane w 1995 jako pierwszy obiekt z Urugwaju na listę światowego dziedzictwa UNESCO.
Z miasta kursują promy pasażerskie do Buenos Aires. Na północnym nadbrzeżu starego miasta znajduje się marina. Ponadto w pobliżu miasta funkcjonuje port lotniczy Colonia-Laguna de Los Patos.

## Miasta partnerskie
- Pelotas (Brazylia)
- Morón (Argentyna)